# Delfínovec laplatský
Delfínovec laplatský (Pontoporia blainvillei) je druh říčního delfína, který obývá jihovýchodní pobřeží Jižní Ameriky. Jedná se o jediného říčního delfína, který se vyskytuje v slané vodě. Delfínovec laplatský je jediný zástupce rodu Pontoporia a čeledi delfínovcovití laplatští (Pontoporiidae). Druh se běžně označuje jako franciscana.

## Systematika

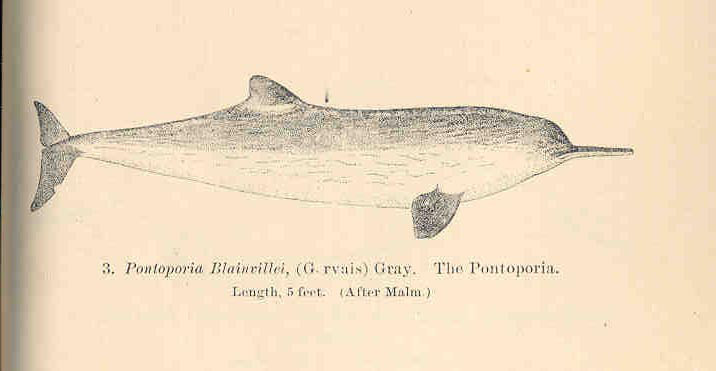
Kresba delfínovce datovaná do roku 1883

Druh poprvé popsali Paul Gervais a Alcide d'Orbigny v roce 1844 pod názvem Delphinus blainvillei. John Edward Gray roku 1846 vytvořil rod Pontoporia, do kterého tohoto delfínovce přeřadil, čímž vzniklo jeho nynější vědecké jméno Pontoporia blainvillei. Druhové jméno odkazuje k francouzskému zoologovi Henrimu de Blainvillemu. Rodové jméno Pontoporia je založeno na řeckém pontos („oceán“) a poros („průnik“), což odkazuje k tomu, že tento říční delfín „pronikl“ do oceánu.
Delfínovec laplatský je jediným žijícím zástupcem rodu Pontoporia a čeledi delfínovcovití laplatští (Pontoporiidae), i když původně byl řazen s ostatními říčními delfíny do čeledi Platanistidae. Jedná se o zástupce tzv. říčních delfínů, což je polyfyletická skupina ozubených kytovců obývající primárně sladkovodní říční toky. Sesterskou skupinu rodu Pontoporia tvoří rod amazonských říčních delfínů Inia. V Uruguayi se delfínovcovi laplatském říká franciscana; tímto názvem se druh běžně označuje v populárně-naučné i vědecké literatuře. V Brazílii je znám jako toninha nebo cachimbo. Mezi populacemi ze severního a jižního areálu výskytu jsou významné genetické rozdíly, které ukazují na přítomnost dvou evolučně významných jednotek.

## Areál výskytu
Delfínovec se vyskytuje v úzkém pobřežním pásu od brazilské pláže Itaúnas (Espírito Santo) po severní cíp zálivu San Matías v severní Patagonii (Argentina). Občasně zavítá i do ústí Río de la Plata (odtud druhové jméno). Obývá mělké vody typicky do 35 m, výjimečněji až do 50 m. Druh není ve svém areálu výskytu distribuován rovnoměrně, což patrně odráží jeho biotopové preference mělkých vod s bohatou potravní nabídkou.

## Popis

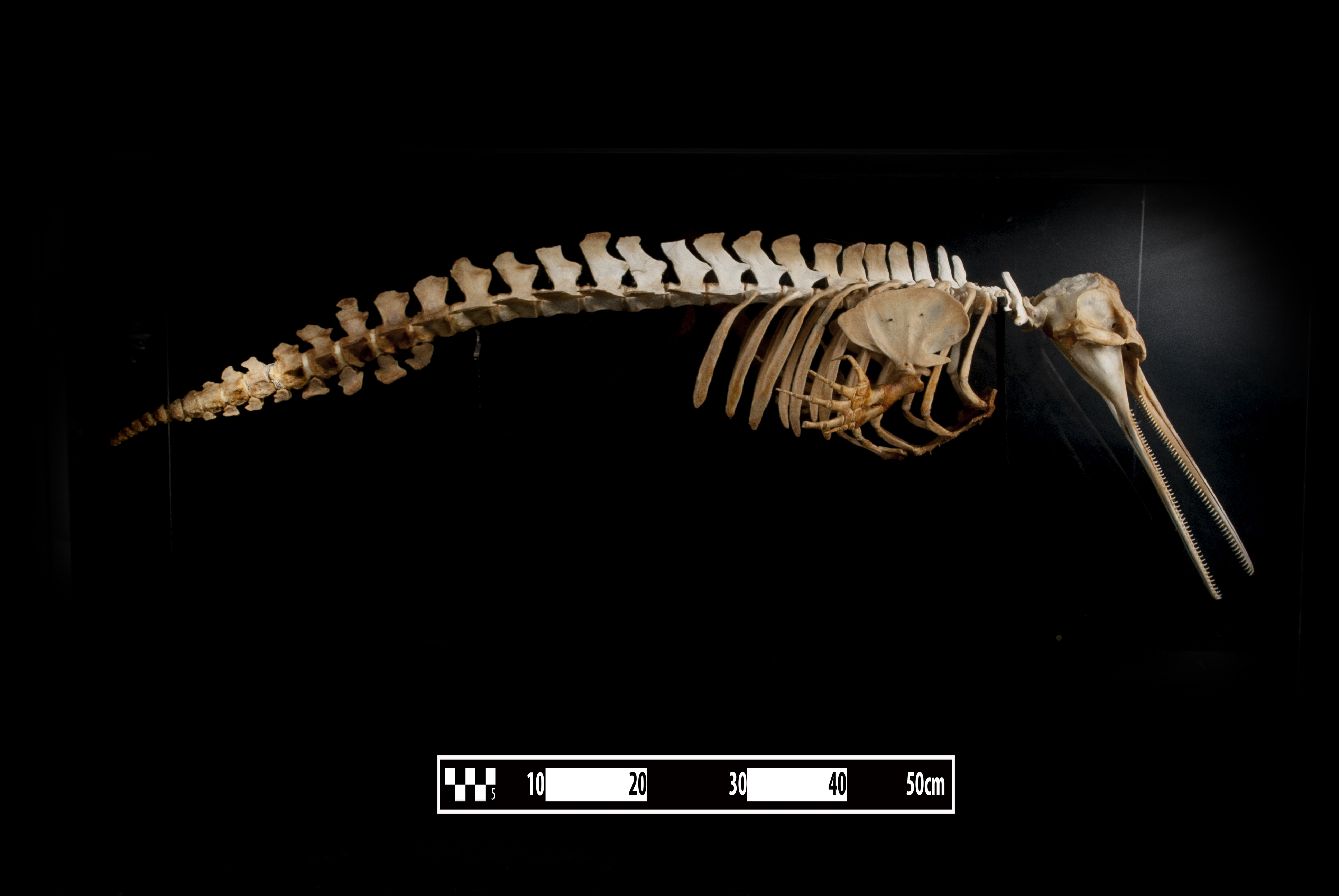
Kostra s patrným dlouhým zobákem

Tělo delfínovce laplatského je zbarveno na principech protistínu. Svrchní, hřbetní strana těla je nahnědlá až tmavě šedá, zatímco spodní, břišní strana je světle hnědá až světle šedá, občas do žluta. Samice dosahují délky kolem 1,3–1,6 m, samci kolem 1,1–1,4 m. Maximální váha delfínovců se přibližuje 80 kg. Zobák delfínovce je extrémně dlouhý. Zaujímá kolem 12–15 % z celkové tělesné délky, což je vůbec největší poměr délky zobáku vzhledem k tělu mezi všemi kytovci. U dospělých samic měří zobák 17–22 cm, u samců je to 15–19 cm. Uvnitř tlamy se nachází v každé z čelistí kolem 50–62 zubů, což je vůbec největší počet zubů ze všech kytovců. Hřbetní ploutev je nízká až středně vysoká s tupým, zakulaceným koncem. Hrudní ploutve jsou široké, lopatkovité, někdy se zvlněnou odtokovou hranou. Hlavně u mladých jedinců jsou na ploutvích viditelné drážky odpovídají prstním kostem. Ocasní je ploutev na bází tlustá, křídla ploutví jsou široká.

## Biologie
Pohybuje se v malých skupinkách o 2–6, výjimečně až o 15 jedincích. Tyto skupinky jsou založeny na dlouhodobých vztazích. Na rozdíl od některých jiných delfínovitých se delfínovec laplatský neprojevuje nad hladinou akrobatickým skákáním. Jeho pohyb ve vodě se vyznačuje pomalým, nenápadným plaváním, pročež jej není snadné spatřit ve volné přírodě. Průměrná rychlost plavání je necelých 5 km / h a průměrná doba ponorů je 22 vteřin.

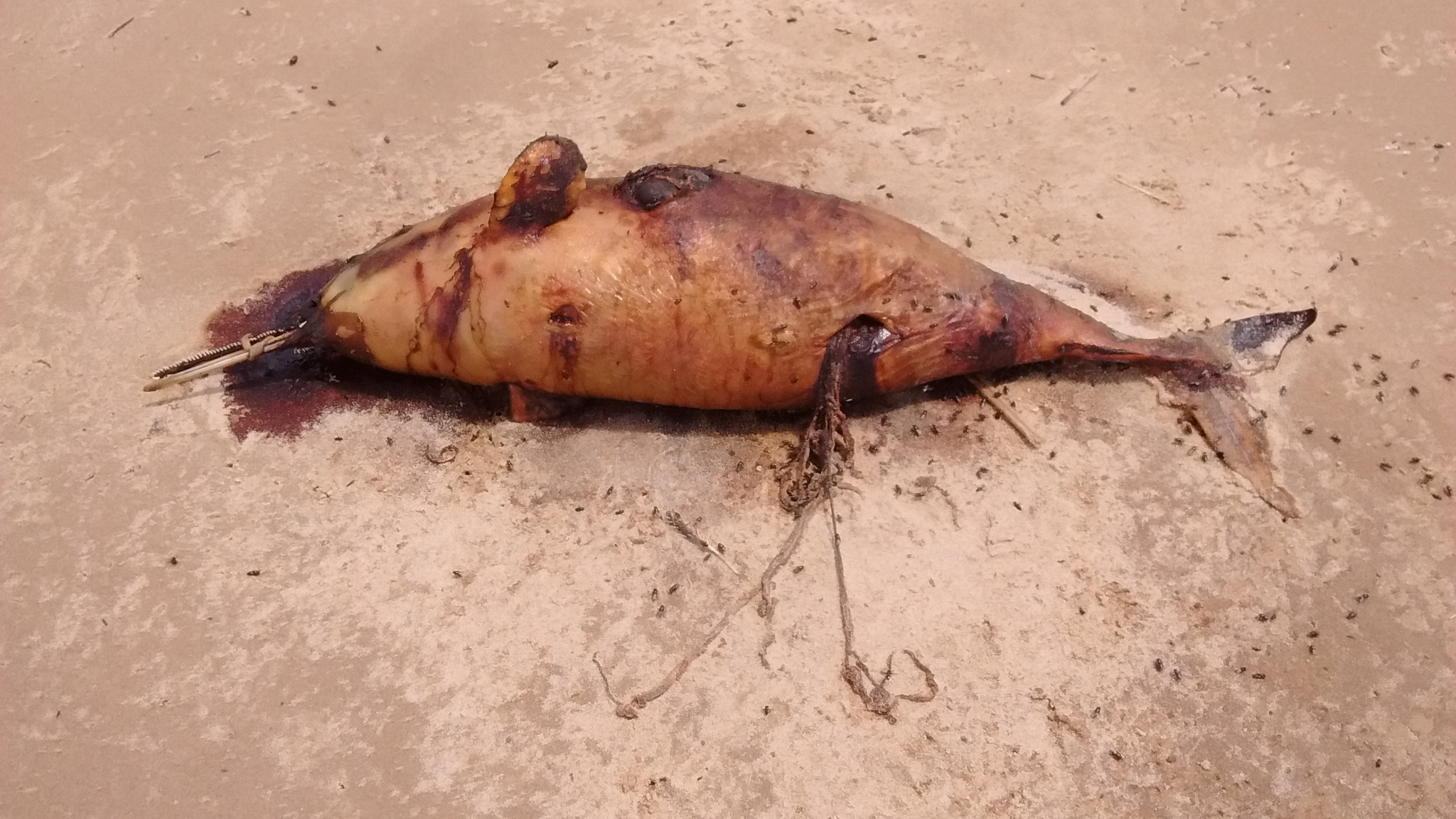
Mrtvý delfínovec laplatský

Doba březosti se odhaduje na 11 měsíců. Novorozeňata měří kolem 75 cm a váží kolem 6 kg. Doba laktace trvá kolem 7–9 měsíců, načež dochází k osamostatnění mláďat. Delfínovci pohlavně dospívají ve 3–5 letech. Délka dožití u samic se odhaduje na 21 let, u samců na 15 let. Živí se hlavně rybami jako jsou kranasi, smuhy, sardely, tresky, žabohlavci a tkaničnici. Nepohrdne ani hlavonožci a korýši. Nedospělí jedinci požírají hlavně krevety. Krmí se převážně při mořském dně, občas koordinovaně s dalšími jedinci téhož druhu.
K predátorům druhu patří větší druhy žraloků (mj. žralok širokonosý (Notorynchus cepedianus), žralok písečný (Carcharias taurus) a žralok tygří (Galeocerdo cuvier)) a kosatky dravé.

## Ohrožení
Hlavní ohrožení druhu představuje zamotání do tenatových sítí místních rybářů. Podle dat ze 60. let 20. století docházelo k úmrtí 1500–2000 delfínovců laplatských ročně, a to jen ve dvou rybářských vesnicích. Praktiky místních rybářů se však od té doby výrazně zlepšily a i když se počet nechtěně ulovených delfínovců od té doby snížil, populace bude stále patrně na ústupu. Další ohrožení druhu představuje znečištění oceánů, resp. pozření plastových odpadků volně se vznášejících na moři, zejména zbytků vysloužilého rybářského náčiní. Podle studie zkoumající obsah žaludku 106 delfínovců nechtěně zabitých při komerčním rybolovu v argentinských pobřežních vodách mělo 28 % delfínovců v žaludku plastový opad, který pocházel hlavně z rybářské činnosti, a 64 % delfínovců mělo v žaludcích plastové obaly jako jsou celofánové pásky, kousky plastových tašek, sáčků aj.
Delfínovce laplatské dále ohrožuje degradace habitatu a chemické i akustické znečištění moří. Z důvodu vysoké úmrtnosti související s rybářstvím je druh klasifikován jako zranitelný.